# Mihály Vasas
Mihály Vasas (* 14. September 1933) ist ein ehemaliger ungarischer Fußballspieler. Der Stürmer, der für Salgótarjáni BTC und den MTK Budapest FC auflief, nahm mit der ungarischen Nationalmannschaft an der Weltmeisterschaft 1958 teil. Zuvor hatte er am 20. April 1958 in Budapest im Länderspiel gegen Jugoslawien (2:0) mitgewirkt und auch ein Tor erzielt.

## Weltmeisterschaft 1958
In den drei Gruppenspielen gegen Wales (1:1), Schweden (1:2), Mexiko (4:0) und dem Entscheidungsspiel um Platz zwei in der Gruppe 3 gegen Wales (1:2) am 17. Juni 1958 in Stockholm-Solna, kam Vasas aber nicht zum Einsatz. Trainer Lajos Baróti setzte auf Spieler wie József Bozsik, Dezső Bundzsák, Matiasz Fenyvesi, Gyula Grosics, Nándor Hidegkuti, Sándor Mátrai, Laszlo Sarosi, Ferenc Sipos und den vierfachen Torschützen Lajos Tichy.